# Волейбол на літніх Олімпійських іграх 2016 (кваліфікація, жінки)
Кваліфікація на жіночий турнір з волейболу на літніх Олімпійських іграх 2016 проходила з 22 серпня 2015 по 22 травня 2016. Кваліфікувалось 12 команд, країна-господарка, переможець і фіналіст кубка світу, 5 переможців континентальних кваліфікаційних турнірів і чотири команди за результатами олімпійських кваліфікаційних турнірів.

## Система кваліфікації
Міжнародна федерація волейболу та її регіональні конфедерації організували відбіркові турніри, які визначили 11 учасників Олімпійських ігор. Збірна Бразилії, яка представляє країну-господарку, потрапила на змагання поза відбором.
Перші дві путівки на олімпійський турнір розіграні на Кубку світу в Японії. Наступним етапом відбору стали чотири континентальних турніри, переможці яких здобули право грати на Олімпіаді. Ще п'ять путівок у Ріо-де-Жанейро-2016 розіграно на турнірах Міжнародної федерації волейболу — світовому, суміщеному з азійським, та інтерконтинентальному.
| Турнір                                       | Дата                       | Місце проведення       | Квота | Команди                          |
| -------------------------------------------- | -------------------------- | ---------------------- | ----- | -------------------------------- |
| Країна-господарка                            | —                          | —                      | 1     | Бразилія                         |
| Кубок світу                                  | 22 серпня — 6 вересня 2015 | Японія                 | 2     | КНР Сербія                       |
| Європейський кваліфікаційний турнір          | 4—9 січня 2016             | Анкара                 | 1     | Росія                            |
| Південноамериканський кваліфікаційний турнір | 6—10 січня 2016            | Сан-Карлос-де-Барілоче | 1     | Аргентина                        |
| Північноамериканський кваліфікаційний турнір | 7—9 січня 2016             | Лінкольн               | 1     | США                              |
| Африканський кваліфікаційний турнір          | 12—19 лютого 2016          | Яунде                  | 1     | Камерун                          |
| Азійський кваліфікаційний турнір             | 14—22 травня 2016          | Токіо                  | 1     | Японія                           |
| Світовий кваліфікаційний турнір              | 14—22 травня 2016          | Токіо                  | 3     | Італія Нідерланди Південна Корея |
| Інтерконтинентальний кваліфікаційний турнір  | 20—22 травня 2016          | Сан-Хуан               | 1     | Пуерто-Рико                      |
| Загалом                                      |                            |                        | 12    |                                  |

## Критерії визначення переможців
|  | Кваліфікувались на Олімпійські ігри 2016                |
|  | Кваліфікувались на світовий кваліфікаційних турнір 2016 |

## За однакової кількості очок
| Для всіх кваліфікаційних турнірів 1. Кількість виграних матчів 2. Матчеві очки 3. Співвідношення сетів 4. Співвідношення очок 5. Результат останнього матчу між командами, всі інші показники яких рівні Перемога в матчі 3–0 або 3–1: 3 матчевих очки переможцю, 0 матчевих очок команді, що програла Перемога в матчі 3–2: 2 матчевих очки переможцю, 1 матчеве очко команді, що програла | Лише для кваліфікаційного турніру Північної Америки 1. Кількість виграних матчів 2. Матчеві очки 3. Співвідношення очок 4. Співвідношення сетів 5. Результат останнього матчу між командами, всі інші показники яких рівні Перемога в матчі 3–0: 5 матчевих очок переможцю, 0 матчевих очок команді, що програла Перемога в матчі 3–1: 4 матчевих очки переможцю, 1 матчеве очко команді, що програла Перемога в матчі 3–2: 3 матчевих очки переможцю, 2 матчевих очка команді, що програла |

## Країна-господарка
Міжнародна федерація волейболу зарезервувала місце на Олімпіаді для країни-господарки.
- Бразилія

## Кубок світу 2015
З кубку світу 2015 на Олімпіаду кваліфікувались переможець і фіналіст.
- Місце:  Японія
- Дата: 22 серпня — 6 вересня 2015

| Місце | Команда                  |
| ----- | ------------------------ |
| 1     | КНР                      |
| 2     | Сербія                   |
| 3     | США                      |
| 4     | Росія                    |
| 5     | Японія                   |
| 6     | Південна Корея           |
| 7     | Домініканська Республіка |
| 8     | Аргентина                |
| 9     | Куба                     |
| 10    | Кенія                    |
| 11    | Перу                     |
| 12    | Алжир                    |

## Континентальні кваліфікаційні турніри

### Африка
Африканський олімпійський кваліфікаційний турнір

Команда-переможниця кваліфікувалась на Олімпійські ігри 2016. Друга і третя команди потрапили на #Світовий кваліфікаційний турнір.
- Місце:  Багатоцільовий спортивний комплекс Яунде, Яунде, Камерун
- Дата: 12–16 лютого 2016

| Місце | Команда  |
| ----- | -------- |
| 1     | Камерун  |
| 2     | Єгипет   |
| 3     | Кенія    |
| 4     | Алжир    |
| 5     | Ботсвана |
| 6     | Туніс    |
| 7     | Уганда   |

### Азія і Океанія
Азійський олімпійський кваліфікаційний турнір

Азійський кваліфікаційний турнір проходив у рамках світового кваліфікаційного турніру. У ньому брала участь команда-господар і три перших місця у світовому рейтингу на 1 січня 2016 року. Кваліфікувалась команда-переможниця.

### Європа
Європейський кваліфікаційний турнір
Команда-переможниця кваліфікувалась на Олімпійські ігри 2016. Друга і третя команди потрапили на світовий кваліфікаційний турнір.
- Місце:  Волейбольна зала Башкент, Анкара, Туреччина
- Дати: 4–9 січня 2016

| Місце | Команда    |
| ----- | ---------- |
| 1     | Росія      |
| 2     | Нідерланди |
| 3     | Італія     |
| 4     | Туреччина  |
| 5     | Німеччина  |
| 6     | Бельгія    |
| 7     | Польща     |
| 8     | Хорватія   |

### Північна Америка
Олімпійський кваліфікаційний турнір NORCECA
 У цьому турнірі взяли участь чотири провідні команди з чемпіонату NORCECA 2015. Команда-переможниця кваліфікувалась на Олімпійські ігри 2016. Друга і третя команди потрапили на світовий кваліфікаційний турнір.
- Місце:  Pinnacle Bank Arena, Лінкольн, США
- Дати: 7–9 січня 2016
- Центральний час (UTC−6).

|                             | Матчі | Матчі | Очки | М'ячі | М'ячі | М'ячі | Сети | Сети | Сети  |
| В                           | П     | В     | Очки | П     | В: П  | В     | П    | В: П |       |
| --------------------------- | ----- | ----- | ---- | ----- | ----- | ----- | ---- | ---- | ----- |
| 1. США                      | 3     | 0     | 14   | 249   | 173   | 1,439 | 9    | 1    | 9,000 |
| 2. Домініканська Республіка | 2     | 1     | 8    | 249   | 246   | 1,012 | 6    | 5    | 1,200 |
| 3. Пуерто-Рико              | 1     | 2     | 7    | 232   | 258   | 0,899 | 5    | 6    | 0,833 |
| 4. Канада                   | 0     | 3     | 1    | 205   | 258   | 0,795 | 1    | 9    | 1,111 |

| Дата  | Час   |                          | Рахунок |                          | Сет 1 | Сет 2 | Сет 3 | Сет 4 | Сет 5 | Всього | Звіт  |
| ----- | ----- | ------------------------ | ------- | ------------------------ | ----- | ----- | ----- | ----- | ----- | ------ | ----- |
| 7 січ | 17:00 | Домініканська Республіка | 3–1     | Пуерто-Рико              | 17–25 | 25–13 | 25–23 | 25–23 |       | 92–84  | P2 P3 |
| 7 січ | 19:00 | США                      | 3–0     | Канада                   | 25–18 | 25–18 | 25–15 |       |       | 75–51  | P2 P3 |
| 8 січ | 17:00 | Канада                   | 1–3     | Домініканська Республіка | 27–25 | 16–25 | 24–26 | 20–25 |       | 87–101 | P2 P3 |
| 8 січ | 19:00 | США                      | 3–1     | Пуерто-Рико              | 25–14 | 24–26 | 25–12 | 25–14 |       | 99–66  | P2 P3 |
| 9 січ | 17:00 | Пуерто-Рико              | 3–0     | Канада                   | 32–30 | 25–17 | 25–20 |       |       | 82–67  | P2 P3 |
| 9 січ | 20:00 | США                      | 3–0     | Домініканська Республіка | 25–19 | 25–19 | 25–18 |       |       | 75–56  | P2 P3 |

### Південна Америка
Південноамериканський кваліфікаційний турнір

Команда-переможниця кваліфікувалась на Олімпійські ігри 2016. Друга і третя команди потрапили на світовий кваліфікаційний турнір.
- Місце:  стадіон Бомберос Волюнтаріос, Сан-Карлос-де-Барілоче, Аргентина
- Дати: 6–10 січня 2016
- Аргентинський стандартний час (UTC−3).

|              | Матчі | Матчі | Очки | Сети | Сети | Сети   | М'ячі | М'ячі | М'ячі |
| В            | П     | В     | Очки | П    | В: П | В      | П     | В: П  |       |
| ------------ | ----- | ----- | ---- | ---- | ---- | ------ | ----- | ----- | ----- |
| 1. Аргентина | 4 (0) | 0 (0) | 12   | 12   | 1    | 12,000 | 318   | 231   | 1,377 |
| 2. Перу      | 3 (0) | 1 (0) | 9    | 9    | 3    | 3,000  | 284   | 247   | 1,150 |
| 3. Колумбія  | 2 (1) | 2 (0) | 5    | 6    | 9    | 0,667  | 332   | 329   | 1,009 |
| 4. Венесуела | 2 (1) | 2 (0) | 4    | 6    | 9    | 0,667  | 315   | 314   | 1,003 |
| 5. Чилі      | 0 (0) | 4 (0) | 0    | 1    | 12   | 0,083  | 193   | 321   | 0,601 |

| Дата   | Час   |           | Рахунок |           | Сет 1 | Сет 2 | Сет 3 | Сет 4 | Сет 5 | Всього | Звіт   |
| ------ | ----- | --------- | ------- | --------- | ----- | ----- | ----- | ----- | ----- | ------ | ------ |
| 6 січ  | 15:00 | Колумбія  | 3–2     | Венесуела | 25–14 | 15–25 | 21–25 | 25–17 | 17–15 | 103–96 | Result |
| 6 січ  | 19:00 | Чилі      | 0–3     | Аргентина | 10–25 | 15–25 | 14–25 |       |       | 39–75  | Result |
| 7 січ  | 16:00 | Чилі      | 0–3     | Перу      | 10–25 | 13–25 | 10–25 |       |       | 33–75  | Result |
| 7 січ  | 19:00 | Венесуела | 1–3     | Аргентина | 18–25 | 16–25 | 25–17 | 18–25 |       | 77–92  | Result |
| 8 січ  | 16:00 | Венесуела | 3–0     | Чилі      | 25–22 | 25–13 | 25–9  |       |       | 75–44  | Result |
| 8 січ  | 19:00 | Перу      | 3–0     | Колумбія  | 30–28 | 25–22 | 25–22 |       |       | 80–72  | Result |
| 9 січ  | 14:00 | Перу      | 3–0     | Венесуела | 25–23 | 25–22 | 25–22 |       |       | 75–67  | Result |
| 9 січ  | 17:00 | Аргентина | 3–0     | Колумбія  | 25–20 | 26–24 | 25–17 |       |       | 76–61  | Result |
| 10 січ | 14:00 | Колумбія  | 3–1     | Чилі      | 25–17 | 21–25 | 25–19 | 25–16 |       | 96–77  | Result |
| 10 січ | 17:00 | Аргентина | 3–0     | Перу      | 25–20 | 25–20 | 25–14 |       |       | 75–54  | Result |

## Світовий кваліфікаційний турнір
Світовий кваліфікаційний турнір

Відбулось 2 турніри, на яких визначились решта 5 місць на Олімпійських іграх. Лише команди, які ще не кваліфікувались на вищезазначених турнірах, могли брати в них участь. У цих двох турнірах взяло участь 12 команд: Японія як господар першого турніру, три азійські команди з найвищим рейтингом станом на 1 січня 2016 року і 2-ге та 3-тє місця в континентальних кваліфікаційних турнірах. У рамках першого турніру проходив також відбір від Азії. З другого турніру, який проходив у Пуерто-Рико і складався з чотирьох команд, вийшла лише одна команда.
| 1-й турнір                         | 1-й турнір      | 1-й турнір                           | 1-й турнір               | 2-й турнір                           | 2-й турнір      |
| Кваліфікація                       | Кваліфікувались | Кваліфікація                         | кваліфікувались          | Кваліфікація                         | Кваліфікувались |
| ---------------------------------- | --------------- | ------------------------------------ | ------------------------ | ------------------------------------ | --------------- |
| Команда-господарка                 | Японія          | Європейський КТ                      | Нідерланди               | Африканський КТ                      | Кенія           |
| Команди Азії за світовим рейтингом | Південна Корея  | Європейський КТ                      | Італія                   | Африканський КТ                      | Алжир           |
| Команди Азії за світовим рейтингом | Таїланд         | 2-ге місце північноамериканського КТ | Домініканська Республіка | 3-тє місце північноамериканського КТ | Пуерто-Рико     |
| Команди Азії за світовим рейтингом | Казахстан       | 2-ге місце південномериканського КТ  | Перу                     | 3-тє місце південноамериканського КТ | Колумбія        |

- Єгипет знявся з турніру. Його замінив  Алжир, який посів 4-те місце на африканському кваліфікаційному турнірі[4]

### 1-й турнір
- Місце:  Токійський палац спорту, Токіо, Японія
- Дата: 14–22 травня 2016
- Японський стандартний час (UTC+9).

|                             | Матчі | Матчі | Очки | Сети | Сети | Сети  | М'ячі | М'ячі | М'ячі |
| В                           | П     | В     | Очки | П    | В: П | В     | П     | В: П  |       |
| --------------------------- | ----- | ----- | ---- | ---- | ---- | ----- | ----- | ----- | ----- |
| 1. Італія                   | 6 (1) | 1 (0) | 17   | 18   | 7    | 2,571 | 586   | 517   | 1,133 |
| 2. Нідерланди               | 5 (0) | 2 (1) | 16   | 17   | 7    | 2,429 | 571   | 465   | 1,228 |
| 3. Японія                   | 5 (2) | 2 (1) | 14   | 18   | 10   | 1,800 | 644   | 571   | 1,128 |
| 4. Південна Корея           | 4 (0) | 3 (0) | 13   | 15   | 11   | 1,364 | 597   | 577   | 1,035 |
| 5. Таїланд                  | 4 (1) | 3 (1) | 12   | 15   | 12   | 1,250 | 597   | 592   | 1,008 |
| 6. Домініканська Республіка | 2 (0) | 5 (0) | 6    | 7    | 16   | 0,438 | 517   | 542   | 0,954 |
| 7. Перу                     | 2 (0) | 5 (0) | 6    | 7    | 16   | 0,438 | 462   | 549   | 0,842 |
| 8. Казахстан                | 0 (0) | 7 (0) | 0    | 3    | 21   | 0,143 | 426   | 587   | 0,726 |

| Дата   | Час   |                          | Рахунок |                          | Сет 1 | Сет 2 | Сет 3 | Сет 4 | Сет 5 | Всього | Звіт |
| ------ | ----- | ------------------------ | ------- | ------------------------ | ----- | ----- | ----- | ----- | ----- | ------ | ---- |
| 14 тра | 10:10 | Південна Корея           | 1–3     | Італія                   | 17–25 | 20–25 | 27–25 | 18–25 |       | P2 P3  |      |
| 14 тра | 12:55 | Таїланд                  | 3–1     | Домініканська Республіка | 26–24 | 26–28 | 25–16 | 25–20 |       | P2 P3  |      |
| 14 тра | 15:40 | Казахстан                | 1–3     | Нідерланди               | 12–25 | 25–21 | 14–25 | 8–25  |       | P2 P3  |      |
| 14 тра | 19:15 | Японія                   | 3–0     | Перу                     | 25–23 | 25–10 | 25–14 |       |       | P2 P3  |      |
| 15 тра | 10:10 | Італія                   | 3–1     | Таїланд                  | 17–25 | 25–16 | 25–17 | 25–16 |       | P2 P3  |      |
| 15 тра | 12:55 | Перу                     | 3–0     | Домініканська Республіка | 25–22 | 25–16 | 26–24 |       |       | P2 P3  |      |
| 15 тра | 15:40 | Нідерланди               | 0–3     | Південна Корея           | 27–29 | 23–25 | 21–25 |       |       | P2 P3  |      |
| 15 тра | 19:20 | Японія                   | 3–0     | Казахстан                | 25–14 | 25–15 | 25–11 |       |       | P2 P3  |      |
| 17 тра | 10:10 | Казахстан                | 1–3     | Перу                     | 25–19 | 22–25 | 23–25 | 23–25 |       | P2 P3  |      |
| 17 тра | 12:55 | Домініканська Республіка | 0–3     | Італія                   | 22–25 | 23–25 | 23–25 |       |       | P2 P3  |      |
| 17 тра | 15:40 | Таїланд                  | 0–3     | Нідерланди               | 14–25 | 16–25 | 20–25 |       |       | P2 P3  |      |
| 17 тра | 19:15 | Південна Корея           | 3–1     | Японія                   | 28–26 | 25–17 | 17–25 | 25–19 |       | P2 P3  |      |
| 18 тра | 10:10 | Перу                     | 0–3     | Італія                   | 19–25 | 16–25 | 17–25 |       |       | P2 P3  |      |
| 18 тра | 12:55 | Казахстан                | 0–3     | Південна Корея           | 16–25 | 11–25 | 21–25 |       |       | P2 P3  |      |
| 18 тра | 15:40 | Нідерланди               | 3–0     | Домініканська Республіка | 25–22 | 25–18 | 25–21 |       |       | P2 P3  |      |
| 18 тра | 19:20 | Японія                   | 3–2     | Таїланд                  | 20–25 | 25–23 | 23–25 | 25–23 | 15–13 | P2 P3  |      |
| 20 тра | 10:10 | Таїланд                  | 3–0     | Казахстан                | 25–18 | 25–19 | 25–15 |       |       | P2 P3  |      |
| 20 тра | 12:55 | Південна Корея           | 3–1     | Перу                     | 18–25 | 25–22 | 25–14 | 25–21 |       | P2 P3  |      |
| 20 тра | 15:40 | Італія                   | 0–3     | Нідерланди               | 21–25 | 21–25 | 14–25 |       |       | P2 P3  |      |
| 20 тра | 19:15 | Домініканська Республіка | 0–3     | Японія                   | 22–25 | 16–25 | 25–27 |       |       | P2 P3  |      |
| 21 тра | 10:10 | Південна Корея           | 2–3     | Таїланд                  | 25–19 | 25–22 | 27–29 | 24–26 | 12–15 | P2 P3  |      |
| 21 тра | 12:55 | Казахстан                | 1–3     | Домініканська Республіка | 20–25 | 25–22 | 12–25 | 20–25 |       | P2 P3  |      |
| 21 тра | 15:40 | Перу                     | 0–3     | Нідерланди               | 16–25 | 14–25 | 17–25 |       |       | P2 P3  |      |
| 21 тра | 19:20 | Японія                   | 2–3     | Італія                   | 25–23 | 25–27 | 25–27 | 25–21 | 9–15  | P2 P3  |      |
| 22 тра | 10:10 | Домініканська Республіка | 3–0     | Південна Корея           | 25–23 | 25–11 | 28–26 |       |       | P2 P3  |      |
| 22 тра | 12:55 | Таїланд                  | 3–0     | Перу                     | 25–17 | 26–24 | 25–23 |       |       | P2 P3  |      |
| 22 тра | 15:40 | Італія                   | 3–0     | Казахстан                | 25–22 | 25–16 | 25–19 |       |       | P2 P3  |      |
| 22 тра | 19:15 | Нідерланди               | 2–3     | Японія                   | 25–20 | 13–25 | 25–21 | 30–32 | 11–15 | P2 P3  |      |

### 2-й турнір (міжконтинентальний)
- Місце:  Роберто Клементе Колізеум, Сан-Хуан
- Дати: 20–22 травня 2016
- Час (UTC−4).

|                | Матчі | Матчі | Очки | Сети | Сети | Сети  | М'ячі | М'ячі | М'ячі |
| В              | П     | В     | Очки | П    | В: П | В     | П     | В: П  |       |
| -------------- | ----- | ----- | ---- | ---- | ---- | ----- | ----- | ----- | ----- |
| 1. Пуерто-Рико | 3     | 0     | 9    | 9    | 0    | max   | 226   | 138   | 1,638 |
| 2. Колумбія    | 2     | 1     | 6    | 6    | 3    | 2,000 | 209   | 164   | 1,274 |
| 3. Кенія       | 1     | 2     | 3    | 3    | 7    | 0,429 | 186   | 219   | 0,849 |
| 4. Алжир       | 0     | 3     | 0    | 1    | 9    | 0,111 | 148   | 248   | 0,597 |

| Дата   | Час   |             | Рахунок |          | Сет 1 | Сет 2 | Сет 3 | Сет 4 | Сет 5 | Всього | Звіт |
| ------ | ----- | ----------- | ------- | -------- | ----- | ----- | ----- | ----- | ----- | ------ | ---- |
| 20 тра | 17:10 | Кенія       | 0–3     | Колумбія | 14–25 | 15–25 | 13–25 |       |       | P2 P3  |      |
| 20 тра | 20:10 | Пуерто-Рико | 3–0     | Алжир    | 25–10 | 25–11 | 25–12 |       |       | P2 P3  |      |
| 21 тра | 17:10 | Кенія       | 3–1     | Алжир    | 25–14 | 23–25 | 25–14 | 25–16 |       | P2 P3  |      |
| 21 тра | 20:10 | Пуерто-Рико | 3–0     | Колумбія | 25–17 | 26–24 | 25–18 |       |       | P2 P3  |      |
| 22 тра | 15:10 | Алжир       | 0–3     | Колумбія | 16–25 | 12–25 | 18–25 |       |       | P2 P3  |      |
| 22 тра | 18:10 | Пуерто-Рико | 3–0     | Кенія    | 25–8  | 25–23 | 25–15 |       |       | P2 P3  |      |